# 侯天来
侯天来（1958年—），吉林长春人，中国影视演员，一级演员。

## 作品
- 《太平天国》（2000年）饰 咸丰帝
- 《日出》（2002年）饰 李石清
- 《苦菜花》（2004年）饰 王柬芝
- 《我的丑娘》（2007年）饰 李建平
- 《走西口》（2009年）饰 田耀祖
- 《人民的名义》（2017年）饰 陈清泉
- 《香山叶正红》（2021年）饰 毛人凤
- 《匆匆的青春》（2022年）饰